# Vincy-Manœuvre
Vincy-Manœuvre ist eine französische Gemeinde im Département Seine-et-Marne in der Region Île-de-France. Sie gehört zum Kanton La Ferté-sous-Jouarre im Arrondissement Meaux und grenzt im Nordwesten an Réez-Fosse-Martin, im Norden an Acy-en-Multien, im Nordosten an Rosoy-en-Multien, im Südosten an Le Plessis-Placy, im Süden an Trocy-en-Multien, im Südwesten an Étrépilly und im Westen an Puisieux.

## Bevölkerungsentwicklung
| Jahr      | 1962 | 1968 | 1975 | 1982 | 1990 | 1999 | 2004 | 2009 | 2014 |
| --------- | ---- | ---- | ---- | ---- | ---- | ---- | ---- | ---- | ---- |
| Einwohner | 194  | 145  | 125  | 131  | 166  | 193  | 195  | 214  | 269  |

## Sehenswürdigkeiten
- Kirche Notre-Dame, schrittweise erneuert von 1580 bis ins 19. Jahrhundert

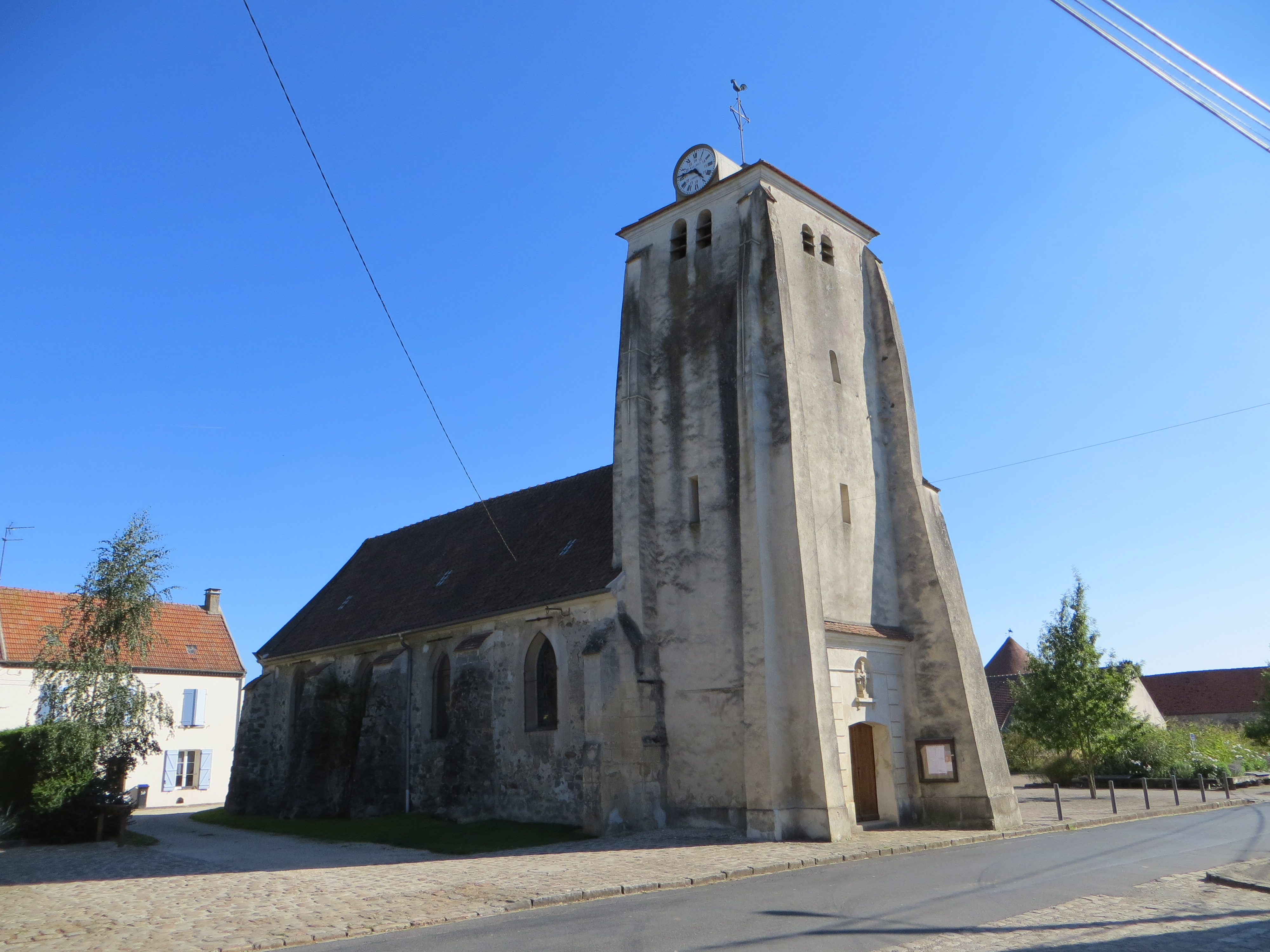
Kirche Notre-Dame